# Chthamalus cirratus
Chthamalus cirratus is een zeepokkensoort uit de familie van de Chthamalidae. De wetenschappelijke naam van de soort werd voor het eerst geldig gepubliceerd in 1854 door Darwin.